# Ophidiocephalus taeniatus
Ophidiocephalus taeniatus је гмизавац из реда Squamata. 

## Угроженост
Ова врста се сматра рањивом у погледу угрожености врсте од изумирања.

## Распрострањење
Аустралија је једино познато природно станиште врсте.

## Станиште
Врста Ophidiocephalus taeniatus има станиште на копну.